# 吴兑
吴兑（1525年—1596年），字君泽，号环洲，浙江绍兴府山阴（今属绍兴市）人，匠籍，明朝政治人物。

## 生平
嘉靖三十七年（1558年）戊午順天府鄉試第四十五名舉人。嘉靖三十八年（1559年）中己未科会试第三十五名，二甲第六十名進士。后历授兵部主事，郎中，湖广参议，蓟州兵备副使等职务。隆庆五年(1571年)被破格擢升为右佥都御史，巡抚宣府，在治理边疆事务方面非常有建树。万历二年(1574年)吴兑加兵部侍郎，兼右佥都御史。万历五年（1577年）吴兑代方逢时总都宣府、大同、山西军务。万历七年（1579年）吴兑被明神宗召还回京师，加右都御史。万历九年（1581年）以右都御史总督蓟、辽、保定军务，并兼任应天巡抚。因斩泰宁、速把该有功，封太子少保，进兵部尚书，并仍然兼任右都御史的职务。吴兑后来遭到御史魏允贞的弹劾而去官，魏允贞劾吴兑附高拱、张居正，结交宦官冯保、王继先。

## 轶事
《榖山笔尘》：山隂大司马吴兑，新郑高拱门人也。隆庆丁卯，新郑为华亭徐阶所逐，门生故吏无一敢送者，惟吴送至潞河舟中，握手垂泣而别。

## 家族
曾祖吳源，封南京刑部主事；祖父吳便，按察司副使；父吳意，母周氏。慈侍下。兄吴恒、吴恂、吴悦（监生）。弟吴忱、吴兖、吴沈、吴忳、吴志、吴念。

## 延伸阅读
[在维基数据编辑]
 《明史卷二百二十二》，出自《明史》